# 锡萨克梅多克
锡萨克梅多克（法語：Cissac-Médoc，法語發音：[sisak medɔk]）是法国吉伦特省的一个市镇，位于该省西北部，梅多克半岛东侧，属于莱斯帕尔梅多克区。

## 地理
锡萨克梅多克（45°13'37"N, 0°49'52"W）面积23.62 平方千米，位于法国新阿基坦大区吉倫特省，该省份为法国西南部沿海省份，是法國本土面积最大的省，北起滨海夏朗德省，西临大西洋，南至朗德省，东南接洛特-加龍省，东临多爾多涅省。
与锡萨克梅多克接壤的市镇（或旧市镇、城区）包括：韦尔特伊、圣埃斯泰夫、波亚克、圣索沃尔、圣洛朗梅多克、圣日耳曼代斯特伊。

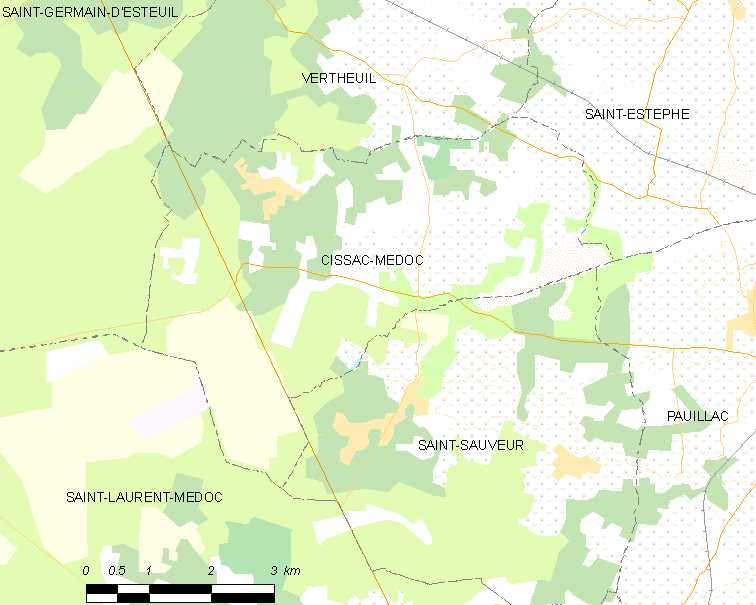
锡萨克梅多克的OSM定位图

锡萨克梅多克的时区为UTC+01:00、UTC+02:00（夏令时）。

## 行政
锡萨克梅多克的邮政编码为33250，INSEE市镇编码为33125。

## 政治
锡萨克梅多克所属的省级选区为北梅多克县。

## 人口

1962-2008年间锡萨克梅多克人口变化图示

锡萨克梅多克于2022年1月1日时的人口数量为2310人。